# American Factory
Pour plus de détails, voir Fiche technique et Distribution.
American Factory (chinois : 美国工厂 ; chinois traditionnel : 美國工廠), sous-titré Un milliardaire chinois en Ohio, est un film documentaire américain réalisé par Steven Bognar et Julia Reichert, sorti en 2019.
Il est coproduit par Higher Ground Productions (en), la compagnie de production de Michelle et Barack Obama,. Il est présenté pour la première fois lors de la 35e édition du festival de Sundance puis dans de nombreux autres festivals. Il sort ensuite mondialement le 21 août 2019 sur la plateforme Netflix.
Il remporte plusieurs récompenses dont l'Oscar du meilleur film documentaire lors de la 92e cérémonie,.
Le film parle de l'usine de Moraine dans l'Ohio de l'entreprise chinoise Fuyao (en) spécialisée dans la construction de pièces automobiles fondée par Cao Dewang (en).

## Synopsis

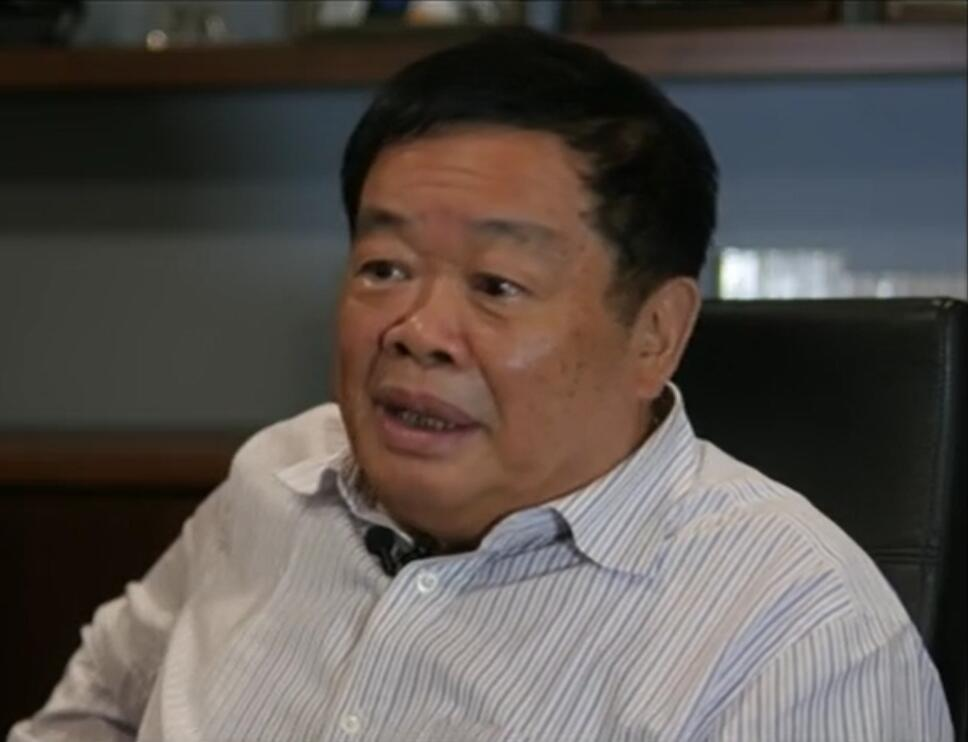
Cao Dewang, le milliardaire chinois filmé dans American Factory.

## Fiche technique
- Réalisation : Steven Bognar et Julia Reichert
- Musique : Chad Cannon
- Montage : Lindsay Utz
- Photographie : Aubrey Keith, Erick Stoll, Steven Bognar, Julia Reichert et Jeff Reichert
- Production : Steven Bognar, Julia Reichert, Jeff Reichert et Julie Parker Benello
- Sociétés de productions : Higher Ground Productions (en) et Participant Media
- Pays d'origine :  États-Unis
- Langues originales : anglais et mandarin

## Distinctions

### Récompenses
- Oscars 2020 : Oscar du meilleur film documentaire
- Primetime Emmy Awards 2020 : meilleure réalisation pour un documentaire ou programme de non-fiction pour Steven Bognar et Julia Reichert

### Nominations
- Primetime Emmy Awards 2020 : meilleure photographie pour un programme de non-fiction pour Aubrey Keith et Erick Stoll et meilleur montage pour un programme de non-fiction pour Lindsay Utz
- BAFTA Awards 2020 : BAFTA du meilleur film documentaire